# His Mother's Shroud
His Mother's Shroud è un cortometraggio muto del 1912. Il nome del regista non viene riportato nei credit del film interpretato da Mary Maurice, George Cooper e Hal Wilson,

## Produzione
Il film fu prodotto dalla Vitagraph Company of America.

## Distribuzione
Distribuito dalla General Film Company, il film - un cortometraggio in una bobina - uscì nelle sale cinematografiche statunitensi il 26 marzo 1912.